# Stepnoje (Kaliningrad, Tschernjachowsk, Swoboda)
Stepnoje (russisch Степное, deutsch Purwienen, 1938–1945 Altweiler (Ostpr.), litauisch Purvynai) ist ein Ort in der russischen Oblast Kaliningrad. Er gehört zur kommunalen Selbstverwaltungseinheit Stadtkreis Tschernjachowsk im Rajon Tschernjachowsk.
Es gibt im Rajon Tschernjachowsk noch einen weiteren Ort Stepnoje, der in der Nachfolge von Gaiden gebildet wurde.

## Geographische Lage
Stepnoje liegt 13 Kilometer südöstlich der Rajonstadt Tschernjachowsk (Insterburg) an der Kommunalstraße 27K-095 von der Föderalstraße A229 über Wessjolowka (Judtschen/Kanthausen). Die nächste Bahnstation ist Wessjolowka an der Bahnstrecke Kaliningrad–Tschernyschewskoje (Königsberg–Eydtkuhnen/Eydtkau) – einem Teilstück der Preußischen Ostbahn – zur Weiterfahrt nach Litauen und in das russische Kernland.

## Geschichte
Der einst Darkkemis genannte Ort war vor 1945 ein kleines Bauerndorf mit zahlreichen Einzelgehöften. Zwischen 1874 und 1945 war das Dorf in den Amtsbezirk Judtschen (1938–1945 „Amtsbezirk Kanthausen“, russisch: Wessjolowka) eingegliedert und gehörte zum Kreis Gumbinnen im Regierungsbezirk Gumbinnen der preußischen Provinz Ostpreußen. Am 3. Juni 1938 erhielt Purwienen aus politisch-ideologischen Gründen den veränderten Namen „Altweiler“.
Im Jahre 1945 kam der Ort in Folge des Zweiten Weltkriegs mit dem nördlichen Ostpreußen zur Sowjetunion. 1947 erhielt er den russischen Namen „Stepnoje“ und wurde gleichzeitig dem Dorfsowjet Krasnopoljanski selski Sowet im Rajon Tschernjachowsk zugeordnet. Von 2008 bis 2015 gehörte Stepnoje zur Landgemeinde Swobodnenskoje selskoje posselenije und seither zum Stadtkreis Tschernjachowsk.

### Einwohnerentwicklung
| Jahr | Einwohner |
| ---- | --------- |
| 1910 | 141       |
| 1933 | 111       |
| 1939 | 120       |
| 2002 | 49        |
| 2010 | 33        |

## Kirche
Die Bevölkerung Puwienens resp. Altweilers war vor 1945 fast ausnahmslos evangelischer Konfession und darum in das Kirchspiel der Kirche Ischdaggen (1938–1946: Branden, russisch: Lermontowo) eingepfarrt. Die lag im Kirchenkreis Gumbinnen (Gussew) innerhalb der Kirchenprovinz Ostpreußen der Kirche der Altpreußischen Union. Heute liegt Stepnoje im Einzugsbereich der in den 1990er Jahren wieder entstandenen evangelisch-lutherischen Gemeinde der Salzburger Kirche in Gussew (Gumbinnen) mit Pfarrsitz für die Kirchenregion Gussew innerhalb der Propstei Kaliningrad der Evangelisch-lutherischen Kirche Europäisches Russland.